# Gin Basil Smash

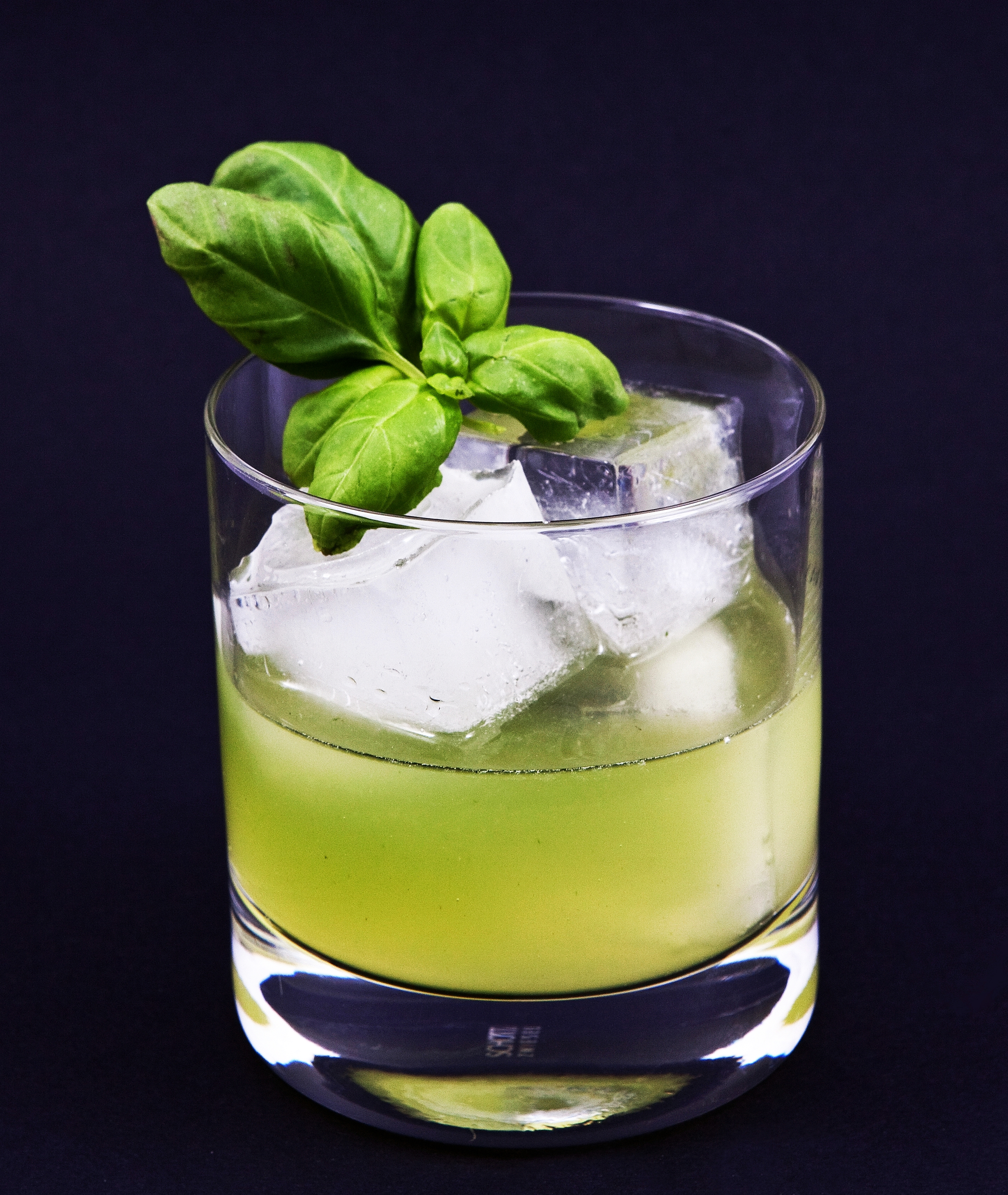
Gin Basil Smash

Der Gin Basil Smash (ursprünglich auch Gin Pesto; von englisch basil ‚Basilikum‘ und smash eindrücken, zerschlagen) ist ein Cocktail aus Gin, Zitrone, Zuckersirup und Basilikum. Das Rezept hat sich seit 2008 von Hamburg aus weltweit verbreitet und gilt inzwischen als moderner Klassiker. Die Basis ist ein Gin Sour, der mit frischem Basilikum ergänzt wird, was dem Getränk eine hellgrüne Farbe gibt.

## Geschichte
Smashes waren ursprünglich Mixgetränke, bei denen eine Spirituose mit Zucker und Minze kombiniert wurde. Als Smash, Smasher oder Smash-Up war Mitte des 19. Jahrhunderts ein vereinfachter Mint Julep bekannt, der einige Jahre in den Vereinigten Staaten beliebt war. Er kam in Jerry Thomas’ 1862 erschienenen Barbuch How to Mix Drinks or the Bon-Vivant’s Companion in drei Varianten vor: Als Brandy Smash, Gin Smash und Whiskey Smash. Sie bestanden aus der namensgebenden Spirituose (also Weinbrand, Gin oder amerikanischem Whiskey), Wasser, Zucker und frischer Minze. Die Minze wurde im Glas mit Zucker und etwas Wasser zerdrückt, die Spirituose hinzugefügt, das Glas mit geschabtem Eis (shaved ice) aufgefüllt und mit Minzezweigen garniert. Kurz darauf gerieten die Smashes in Vergessenheit, zumal sie sich wenig von Juleps unterschieden.
Ende des 20. Jahrhunderts, als Rezepturen aus dem 19. Jahrhundert wieder populär wurden, mixten Barkeeper wie Dale DeGroff wieder Smashes. Dem zeitgleich einsetzenden Bar-Trend cuisine style folgend wurden auch frische Zutaten aus der Küche verarbeitet. So muddelte (zerdrückte) DeGroff in seinen (Whiskey) Smashes zusätzlich Zitronenstücke, andere Barkeeper mixten Varianten mit Zitrussäften und Kräutern wie den Raspberry Thyme Smash, einen Gin-Smash mit Himbeeren und Thymian.
Laut dem Magazin Mixology soll der erste Basil Smash im Frühjahr 2008 in der kurz zuvor eröffneten Ulmer Bar Blaupause von Miteigentümer Hariolf Sproll gemixt und sehr gut angenommen worden sein. Ausgehend vom Whiskey Smash habe er die Minze durch Basilikum und den Whiskey durch Gin ersetzt. Wenig später und vermutlich unabhängig davon entstand in der ebenfalls neu eröffneten Hamburger Bar Le Lion ein ähnlicher Drink. Als Anregung hätten Barbetreiber Jörg Meyer die Whiskey Smashes auf einer USA-Reise und ein nicht näher bezeichneter Cocktail mit einer Basilikum-Garnitur gedient. Ursprünglich nannte er den 2008 in einem US-amerikanischen Blog publizierten Raspberry Thyme Smash als Vorbild. Anders als Sproll veröffentlichte Meyer sein Rezept Anfang Juli 2008 im damals viel beachteten Bitters-Blog, und nannte ihn „Gin Basil Smash – Gin Pesto“.

## Rezeption
Meyers Rezept verbreitete sich nach seinem Blog-Post über soziale Netzwerke und war wenig später auch außerhalb Deutschlands auf zahlreichen Barkarten zu finden. Ein Jahr nach der Eröffnung, wurde das Le Lion 2008 in den Vereinigten Staaten zur Best New Cocktail Bar, der besten neu eröffneten Cocktailbar weltweit gekürt, was die Popularität des Gin Basil Smash förderte. Das Getränk wurde vor dem ursprünglichen Hausdrink Coquetiez du Lion zum Signature Drink der Bar. 2012 bot Meyer in seiner neuen Bar Boilerman, in der nur Highballs serviert wurden, eine schnell zu mixende Premix-Variante an. Dieser Gin Basil Highball machte 2015 40 % des Umsatzes im Boilerman aus, während im Lion in guten Monaten 1400 Gin Basil Smashes serviert wurden. Inzwischen wirbt das Lion mit dem Zusatz The Cradle of the Gin Basil Smash (Die Wiege des Gin Basil Smash) und feiert das Datum der ersten Rezeptveröffentlichung, den 10. Juli 2008, als „Geburtstag“ dieses Cocktails. Als Variante bekannter klassischer Mixgetränke wie Gin Sour und Gin Smash gilt der Gin Basil Smash inzwischen als „moderner Klassiker“. Auch wenn mangels schriftlicher Quellen nicht belegt ist, in welcher Bar zum ersten Mal ein Basilikum-Sour gemixt wurde, wird der Gin Basil Smash Jörg Meyer zugeschrieben.

## Zubereitung
Das erste publizierte Rezept eines „Gin Basil Smash – Gin Pesto“ sah 5 cl Gin, 2 cl Zitronensaft (von einer halben Zitrone), eine Handvoll Basilikum und 2 cl Zuckersirup vor. Zunächst werden Basilikum und Zitronenhälfte in einem Cocktail-Shaker kräftig gemuddelt (mit Hilfe eines Stößels zerdrückt), dann mit den weiteren Zutaten und Eiswürfeln geschüttelt, in einen mit Eiswürfeln gefüllten Tumbler doppelt abgeseiht und mit einem Basilikumzweig garniert. Ein Zitrus-betonter Gin sei gegenüber klassischen Sorten mit ausgeprägtem Wacholder-Aroma zu bevorzugen. Ursprünglich empfahl Jörg Meyer den erst kurz zuvor auf den Markt gekommenen G’ Vine Nouaison, wobei die im Le Lion verwendete Marke mehrfach wechselte. Einige Jahre später (sicher seit 2016) wurde der niederländische Rutte Dry Gin verwendet. Mit dem Spruch „5 cl sind zu wenig, 6 cl sind das Rezept, 7 cl sind Liebe“ wirbt Meyer dafür, den Cocktail mit einem größeren Anteil Gin herzustellen; hinzu kommen 3 cl Zitronensaft (auf das Muddeln der Zitronenhälfte wird inzwischen verzichtet), 2 cl Zuckersirup und eine Handvoll Basilikum.
Auch in anderen Quellen bewegt sich das Mischungsverhältnis für einen Gin Basil Smash im Rahmen eines typischen Sours mit 5–6 cl Gin, 2–3 cl Zitronensaft und 1–2 cl Zuckersirup (oder einer entsprechenden Menge Zucker); gelegentlich wird die Basilikummenge gegenüber dem Ursprungsrezept etwas reduziert. In einem 2017 erschienenen Lehrbuch für die Barkeeper-Ausbildung wird empfohlen, 12 Blätter Basilikum mit 15 ml Zuckersirup zu muddeln, dann mit 6 cl Gin, 2 cl Zitronensaft und Eiswürfeln kräftig zu schütteln und doppelt auf Eiswürfel abzuseihen, ebenso in Cocktails. Geschichte – Barkultur – Rezepte von Mixology (2016). Während dort nur 8 Basilikumblätter als Zutat vermerkt sind, heißt es an anderer Stelle des gleichen Buches, im Gegensatz zum klassischen Smash müsse beim Gin Basil Smash auch der Stiel in den Shaker und dürfe zerdrückt werden. Man dürfe aber, so Meyer, nicht zu kräftig muddeln, da die Farbe des Drinks sonst zu grasgrün werde und er moosig-muffig schmecke.
In Varianten werden zusätzlich frische Früchte wie Erdbeeren oder Himbeeren verarbeitet, die Basisspirituose ersetzt oder weitere Zutaten ergänzt. Anstatt das Basilikum im Drink zu vermixen, kann auch ein gewöhnlicher Gin Sour zubereitet und nachträglich ein Basilikumschaum aus Zitronensaft, Zuckersirup, Basilikum und Xanthan darauf gesetzt werden.